# حزب أرمينيا الجمهوري
الحزب الجمهوري الأرميني (بالأرمنية: ՀՀԿ؛ HHK) حزب محافظ وطني. كان أول حزب سياسي في أرمينيا المستقلة من حيث التأسيس (2 أبريل 1990) والتسجيل (14 مايو 1991). وهو أكبر أحزاب للجناح اليميني في أرمينيا، ويدعي الحزب أن عدد أعضائه هو 140,000 عضو. يسيطر الحزب على معظم الهيئات الحكومية في أرمينيا، ويتكون من كبار المسؤولين الحكوميين وموظفي الخدمة المدنية ورجال الأعمال الأثرياء.

## الإيديولوجيا
يعتمد الحزب على الإيديولوجية الوطنية القومية المحافظة معتبرا أن الهوية الأرمنية الوطنية هي أساس الدولة ويجب أن تحمل دلالة دينية لجميع الأرمن.
وهو الحزب الحاكم في أرمينيا وينتمي الرئيس سيرج سركيسيان لهذا الحزب القومي المحافظ.

## وصلات خارجية
- الموقع الرسمي للحزب